# Eyewitness (série télévisée)
Pour les articles homonymes, voir Eyewitness.
Eyewitness (trad. litt. : « Témoin oculaire ») est une série télévisée américaine en dix épisodes de 42 minutes créée par Adi Hasak (en), d'après la série norvégienne Témoin sous silence (Øyevitne) de Jarl Emsell Larsen, diffusée entre le 16 octobre et le 18 décembre 2016 sur USA Network.
En Belgique, la série a été diffusée à partir du 7 octobre 2017 sur Be Séries, et en France à partir du 12 décembre 2018 sur France 2. Elle reste inédite dans les autres pays francophones.

## Synopsis
Lors de leur rencontre amoureuse, Philip et Lukas, deux adolescents sont témoins d'un triple homicide. Voulant désespérément garder leur relation secrète, ils décident de garder le silence. Mais la tâche se révèle plus compliquée qu'elle paraît car la mère adoptive de Philip, Helen, est aussi le shérif et elle est déterminée à découvrir l'assassin, un tueur prêt à tout pour effacer ses traces.

## Distribution

### Acteurs principaux
- Julianne Nicholson (VF : Laurence Sacquet) : Helen Torrance
- Tyler Young (VF : Alexandre Nguyen) : Philip Shea
- James Paxton (en) (VF : Olivier Martret) : Lukas Waldenbeck
- Gil Bellows (VF : Thierry Ragueneau) : Gabe Caldwell
- Warren Christie (VF : Franck Monsigny) : Ryan Kane
- Tattiawna Jones (en) (VF : Marie Diot) : Kamilah Davis

### Acteurs récurrents
- Amanda Brugel (VF : Elisa Bourreau) : Sita Petronelli
- Aidan Devine (VF : Cyrille Monge) : Bo Waldenbeck
- Rainbow Sun Francks (VF : Namakan Koné) : Burlingame
- Matt Murray (en) (VF : Yannick Blivet) : Tony Michaels
- Katie Douglas (VF : Leslie Lipkins) : Bella Milonkovic
- Mercedes Morris (VF : Anne-Charlotte Piau) : Rose
- Carlyn Burchell (VF : Isabelle Volpé) : Anne Shea
- Alex Karzis (en) (VF : Yann Pichon) : Mithat Milonkovic
- Adrian Fritsch : Tommy

### Version française
- Société de doublage : Libra films
- Direction artistique : Thomas Charlet
- Adaptation des dialogues : Nevem Alokpah, Marianne Rabineau, Nicolas Mourguye

 Source et légende : version française (VF) sur RS Doublage et Doublage Séries Database

## Développement

### Production
Le 19 janvier 2016, USA Network commande une saison de dix épisodes.
Le tournage a eu lieu à Parry Sound en Ontario, Canada, du 25 avril au 8 août 2016.
Le 1er mars 2017, la série est annulée néanmoins les producteurs sont à la recherche d'une nouvelle chaîne pour une possible suite.

### Casting
En février 2016, Tyler Young et Julianne Nicholson rejoignent la distribution principale dans les rôles respectifs de Philip et d'Hellen Torrance,.
En mars 2016, James Paxton et Gil Bellows rejoignent la distribution principale dans les rôles respectifs de Lukas Waldenback et Gabe. Suivi par Matt Murray et Tattiawna Jones qui interprèteront les rôles récurrents de Tony Michaels et Kamilah Davis.
En avril 2016, Warren Christie rejoint la distribution principale dans le rôle de Ryan Kane.

## Épisodes
1. Secrets de familles (Buffalo '07)
2. Protégez les animaux... (Bless the Beast and the Children)
3. Bella, Bella, Bella (Bella, Bella, Bella)
4. Mise en scène (Crème Brulée)
5. L'autopsie (The Lilies)
6. Le canapé jaune (The Yellow Couch)
7. Menteurs (They Lied)
8. Protection rapprochée (The Larsons' Dog)
9. État critique (Savior Unknown)
10. Cible en vue (Mother's Day)

## Audiences

### Aux États-Unis
Lors de sa première diffusion, le premier épisode a attiré 765 000 téléspectateurs avec un taux de 0,2 dans la tranche des 18-49 ans.
Sur Rotten Tomatoes, la série a un score de 83 % sur la base de 12 critiques.

## Récompenses
- GLAAD Media Awards : Meilleur mini-série/téléfilm

## Adaptation
Elle a, à son tour, été adaptée en France en 2018 sous le titre Les Innocents. 